# 湖广填四川

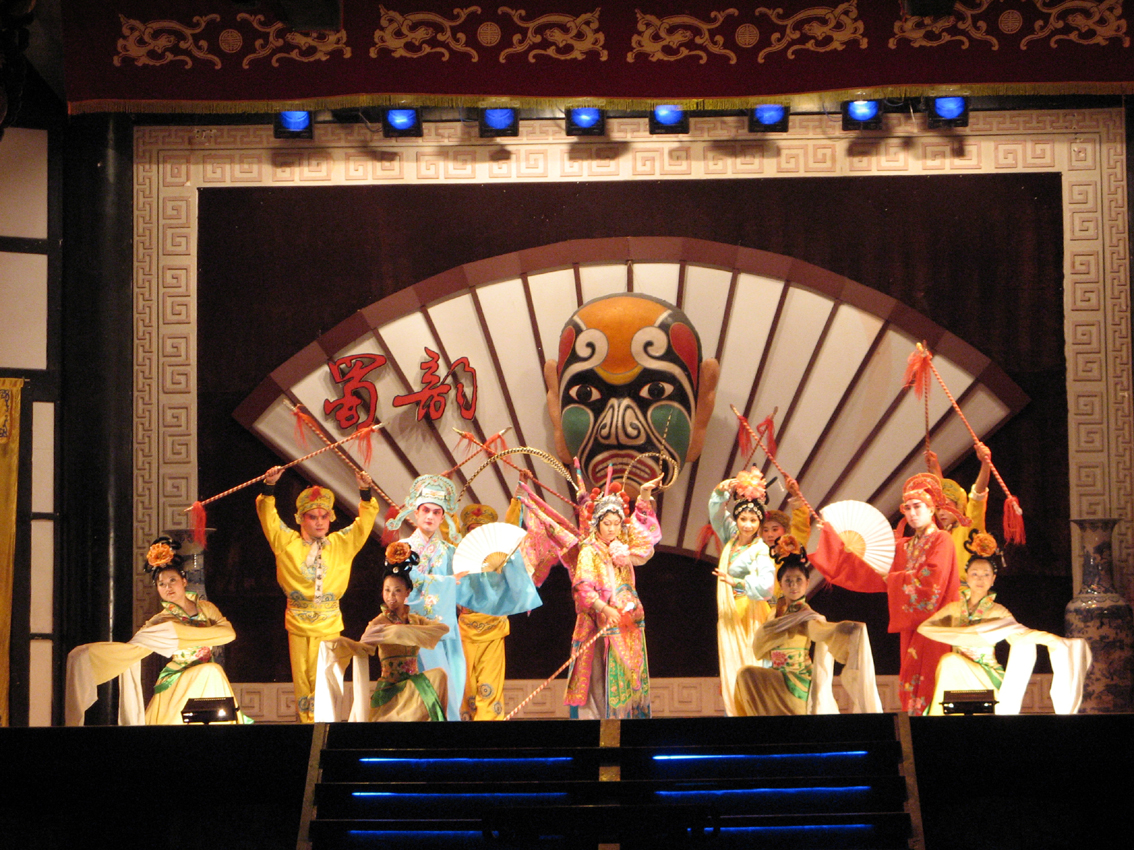
川劇融合了移民們帶來家鄉的各種戲劇，有高腔、崑腔、胡琴、彈腔等聲腔。

湖广填四川是指发生在元朝末年到明代洪武年间和清代顺治到乾隆年间的两次大规模的湖广省（今湖北与湖南全境、广东北部等）的居民迁居到四川各地拓墾的移民潮。根据考证表明，江西、福建、广西等十几个省份的居民也在移民行列之中。由于湖广填四川导致湖广人口减少，又有江西填湖广等移民运动。

## 歷史
明初時四川遭蒙古、軍閥等在四川地區的拉鋸戰所造成的人口銳減，以及明末張獻忠屠蜀，再次導致四川人口銳減。因此从朝廷到地方各级官府采取了一系列措施吸引外地移民，其中以湖广省人口最多。第一次湖廣填四川是發生在明初朱元璋的移民四川鼓勵政策期間，第二次是康熙平亂後發佈《招民填川詔》，規定新移民可免幾年賦稅；100年間大約有600萬人遷入四川，其中湖广（湖北、湖南）的就有300萬。四川人口从1757年的268万，跳跃到1790年的888万，暴增到1830年的3495万。
大规模的移民潮甚至影响到了湖广行省本身的人口结构，遂又有江西填湖广情况的出现。目前四川省东部的居民（如广安和邻水等地），许多来自湖北（如从前麻城孝感乡）。
另外，与临近四川的贵州中北部以及兩湖西部等地的操官话的居民，也多半和湖广填四川的移民运动有关。
以成都为例，清末《成都通览》曾记录“现今之成都人，原籍皆外省人”；其中，湖广占25%，河南、山东5%，陕西10%，云南、贵州15%，江西15%，安徽5%，江苏、浙江10%，兩廣10%，福建、山西、甘肃5%。

## 路線
移民路線主要分爲水路和陸路兩條：水路是沿長江溯源而上，經三峽入四川盆地，該路線上的移民大多來自湖北、江西；陸路沿古時川黔、川鄂小道入四川，該路線的移民大多是湖南、貴州人，以及部分來自廣東、福建的客家人。

## 對民系認同的影響
雖然移民來自幅員遼闊的湖廣地區，但今日巴蜀民系的祖居記憶卻指向湖北麻城孝感鄉（與今孝感市無關），有學者認為，類似於山西洪洞大槐樹，移民是先集中於麻城後統一遷往四川，使後人誤認麻城爲故鄉；也有說法稱在移民潮中，最早的一批移民來自麻城，他們勢力大、資格老，後來者爲尋求蔭庇而冒充麻城人。
而移民的增多，爲聯絡感情、相互幫助，催生了湖廣會館，會館是明清時城鎮中供外鄉人歇腳、聚會的場所，按地域劃分，一般由同鄉移民或商旅創辦，供奉家鄉神靈先賢。書生趕考，商人買賣，大都首選本鄉會館投宿。
就地理分布而言，四川盆地西南部土著居民存留较多，而东北部则较少。总体而言，今日大約有70%的四川人爲湖廣填四川的後裔，也因為移民潮使四川文化形成包容開放的氛圍。